# Calogero Zucchetto
Calogero Zucchetto, soprannominato “Lillo” (Sutera, 3 febbraio 1955 – Palermo, 14 novembre 1982), è stato un poliziotto italiano.

## Biografia
Si occupava di mafia e in particolare collaborava alla ricerca dei latitanti che allora erano molto numerosi. All'inizio degli anni ottanta,  presso la squadra Mobile della Questura di Palermo, collaborò con il commissario Ninni Cassarà alla stesura del cosiddetto "rapporto Greco Michele + 161" che tracciava un quadro completo della guerra di mafia iniziata nel 1981 e dei nuovi assetti delle cosche, segnalando in particolare l'ascesa del clan dei corleonesi di Luciano Liggio, Totò Riina e Provenzano. Riuscì a entrare in contatto anche con il pentito Totuccio Contorno che si rese molto utile con le sue confidenze per la redazione del rapporto dei 162.
Con il commissario Cassarà andava in giro in motorino per i vicoli di Palermo e in particolare per quelli della borgata periferica di Ciaculli, che conosceva bene, a caccia di ricercati. In uno di questi giri con Cassarà incontrò due killer latitanti al servizio dei corleonesi, Pino Greco detto "scarpuzzedda" e Mario Prestifilippo, che aveva frequentato quando non erano mafiosi. Questi lo riconobbero e non si fecero catturare. All'inizio del novembre del 1982, dopo una settimana di appostamenti, tra gli agrumeti di Ciaculli riconobbe il latitante Salvatore Montalto, boss di Villabate, ma essendo solo e non avendo mezzi per arrestarlo rinunciò alla cattura, avvenuta poi il 7 novembre con un blitz di Cassarà.
La sera di domenica 14 novembre 1982, all'uscita dal bar "Collica" in via Notarbartolo, una via del centro di Palermo, fu ucciso con cinque colpi di pistola alla testa sparati da due killer in sella a una moto mentre consumava un panino.
Successivamente, nel primo maxiprocesso a Cosa Nostra gli autori del delitto vennero individuati in Mario Prestifilippo e Pino Greco, gli stessi che aveva incrociato in motorino, mentre come mandanti furono condannati i componenti della "cupola mafiosa", cioè gli appartenenti all'organo più importante di "Cosa Nostra", Totò Riina, Bernardo Provenzano, Michele Greco e altri. Il delitto Zucchetto è stato inserito anche nel processo “Tempesta” con circa 150 imputati, che individuò Giuseppe Lucchese (altro killer di Ciaculli) come il terzo autore dell'omicidio.